# Nephodia subcomosa
Nephodia subcomosa är en fjärilsart som beskrevs av W. Warren 1900. Nephodia subcomosa ingår i släktet Nephodia och familjen mätare. Inga underarter finns listade i Catalogue of Life.